# Theodor Scherff

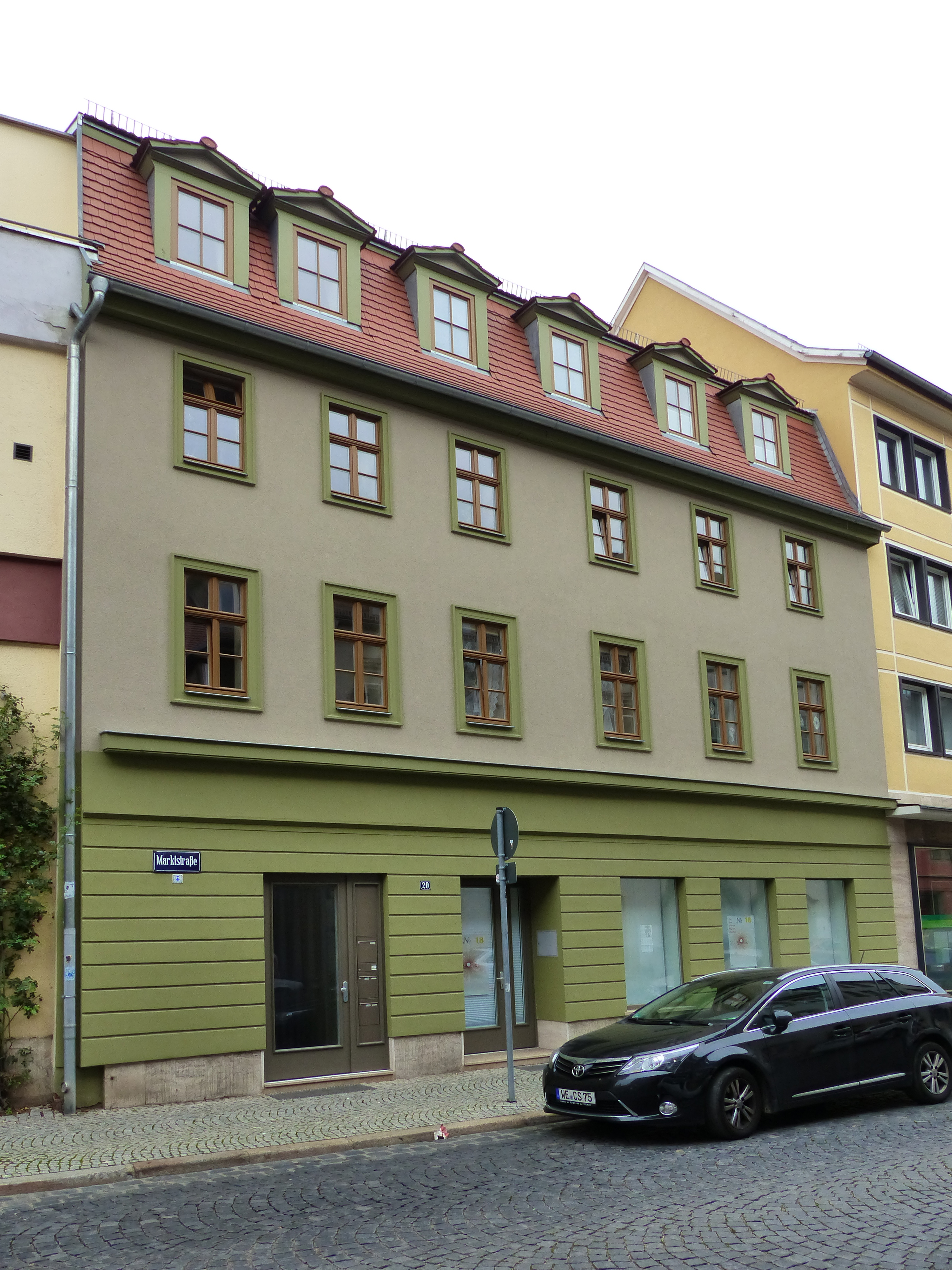
Marktstraße 20 in Weimar, Scherffs erstes festes Kino

Karl Eduard Theodor Scherff (* 1857 in Eisenberg; † 20. März 1930 ebenda) war ein Pionier der Kinematographie, Schausteller und Unternehmer.

## Leben
In Bremen lernte Scherff 1896 das französische Reisekino oder Wanderkino „Lumière & Stollwerck“ kennen, was seine Begeisterung für die „lebenden Bilder“, d. h. „bewegten Bilder auslöste“. Das waren natürlich noch Stummfilme. Nach anfänglichem Misserfolgen kam 1899 der Durchbruch mit der Vorstellung der Burenkriege. Derartige Filme würden heute wohl einiges Befremden auslösen. Er gründete selbst ein „Kinematographentheater“. In einem großen Zelt für 250 Besucher wurden Filme gezeigt wie u. a. im Kino in Erfurt. Der benötigte Strom für die Beleuchtung und den Antrieb für die große Kinoorgel wurde über eine Dampfmaschine erzeugt. Scherff, der inzwischen drei Wanderkinos besaß und damit ganz Thüringen und Sachsen bereiste, präsentierte sich 1898 damit erstmalig auf der Leipziger Herbstmesse. Bis 1909 war er mit diesen Reisekinos unterwegs. 
In Weimar gründete er 1905 sein erstes ortsfestes Lichtspieltheater, eines der ältesten deutschen Lichtspieltheater überhaupt: das „Pariser-Cinema-Theater“. Nach einem Brand wurde in der Marktstraße 20 in der damals 31 200 Einwohner zählenden Stadt Weimar „Scherffs Lichtspielhaus“ am 25. Dezember 1906 eröffnet. Das Budengeschäft, also Vorführungen an wechselnden Orten, war rückläufig, sodass er sich nach einer festen Alternative umsah. Sein Erfolg war damit so groß, das infolge ständig wachsender Besucherzahlen er sich im Laufe der Zeit mehrfach zu Erweiterungen veranlasst sah. Er musste sogar 1907 einen benachbarten Laden deshalb mieten, womit er für 300 Zuschauer Platz schuf. Der Platzmangel hörte jedoch nicht auf, sodass Scherff sich zu 1911 weiteren Bauarbeiten entschloss. Den Entwurf dazu lieferte Rudolf Zapfe. Scherff musste 1913 nochmal erweitern. Er brachte es damit auf eine Gesamtkapazität von 700 Zuschauerplätzen, was für die damalige Zeit beachtlich war. Der Weimarer Lokalredakteur Paul Carl Doernfeldt schrieb 1926 zum 20-jährigen Bestehen Scherffs Lichtspieltheater eine Gedenkschrift mit dem Werdegang Scherffs, worin er seine Anerkennung zum Ausdruck brachte. Sämtliche biographischen Schilderungen zu Scherff haben letztlich dieses zur Basis.
Das Weimarer Kino in der Marktstraße war nicht das einzige von Theodor Scherff gegründete feste Kino. In Leipzig gründete er 1910 die „Linden-Lichtspiele“. Es befand sich in der Georg-Schwarz-Straße 11. Diese firmierte unter  Scherff & Co 1910–1918. Der Name des Kinos war „Scherffs Bioskop“ bis 1918, bis es in Lindenauer Lichtspiele umbenannt wurde. In Leipzig betrieb er förmlich eine Lichttheaterkette. Sämtliche Leipziger Filmtheater haben letztlich in ihm ihren Stammvater. In Leipzig z. B. gründete er zudem den ersten deutschen Filmverleih. In Berlin kaufte in den Berliner Filmproduktionsstätten die Filme nach seiner Auswahl. Sein Sohn Friedrich Scherff übernahm diesen Filmverleih und führte ihn später als „Olympia-Filmverleih“ bis 1945 weiter. Insgesamt hatte Scherff mindestens 10 feste Kinos allein in Thüringen und Sachsen.
Im Jahre 1918 erfolgte Theodor Scherff geschäftlicher Rückzug aus Krankheitsgründen und die Umwandlung Firma in eine Aktiengesellschaft (AG). Gründungsmitglieder dieser Aktiengesellschaft waren außer Scherff selbst der Kaufmann Edmund Tränkner, der Bankdirektor Albert Volldorn, der Fabrikbesitzer Otto Rothe und der Lehrer Emil Polz aus Weimar. Die Leitung lag bei Tränkner und Scherff. Im März 1945 wurde das Weimarer Kino durch den Luftangriff auf Weimar zerstört. Im Jahre 1949 erfolgte sein Wiederaufbau und wurde unter dem Namen „Stern-Lichtspiele“ bis 1964 betrieben. Danach folgte die endgültige Schließung.
Sein frühzeitiges Engagement sicherte ihm einen Ehrenplatz in der Geschichte Mitteldeutschlands im Film- und Kinomuseum Baden-Württemberg zu.